# V hadím hnízdě
V hadím hnízdě je 1. epizoda 2. řady sci-fi seriálu Hvězdná brána.

## Děj
Obě Goa'uldské lodi se blíží k Zemi. O'Neill nařizuje odpálit nálože, které již stačili rozmístit po lodi Carterová s Jacksonem a obětovat SG-1 pro záchranu země. V poslední chvíli však objevují další mateřskou loď, kterou Teal'c identifikuje jako Apophisův Ha'tak. Teal'c konstatuje, že Apophisova loď by po výbuchu náloží zůstala díky ochranným štítům nepoškozena a mohla by zaútočit na Zemi. Jejich oběť by tak byla marná. Na můstek se dobývají jaffské stráže. SG-1 se připravuje na boj s Jaffy, kterým se podaří opravit ovládací mechanismus dveří. Na můstek vnikne pouze jeden Jaffa a vhodí šokový granát. SG-1 se hroutí v bezvědomí k zemi a je odvlečena do vězení.
Na Zemi, generálmajor George S. Hammond chce vědět, proč nemají plnou pohotovost. Podplukovník Robert Samuels z Pentagonu jej informuje, že v Oblasti 51 připravili dvě rakety Mark 12 s hlavicemi obohacenými o naquadah.
Na lodi zatím jeden z Jaffů ukládá Klorela do sarkofágu. Je to Bra'tac, kterému se podařilo získat Klorelovu důvěru. Bra'tac informuje o Klorelově zdravotním stavu Apophise a dostává rozkaz zabít SG-1. Namísto toho Bra'tac osvobodí SG-1 z vězení. Má svůj plán na zastavení útoku proti zemi. Chce poštvat Apophise proti Klorelovi, ale ten SG-1 nevědomě zmařili. Bra'tac informuje SG-1, že Klorel žije, protože ho sám dal do sarkofágu. Tímto pozdržel útok na zemi, protože věděl, že Apophis nezaútočí dříve, než se Klorel uzdraví.
V SGC probíhá evakuace nejlepších odborníků na stanoviště Alfa a generál Hammond informuje prezidenta o neúspěchu Samuelsova plánu. Obě rakety byly zničeny štíty mateřských lodí. Samuels žádá Hammonda, aby byl evakuován na stanoviště Alfa. Hammond to zamítá.
Na lodi mezitím Bra'tac a SG-1 dorazí na můstek a po krátké přestřelce se jim podaří zajmout Klorela. Daniel je ovšem vážně zraněn a jeho stav je kritický. Daniel žádá Jacka, aby jej nechali na lodi, protože stejně všichni zahynou. Jack nakonec souhlasí a nechává umírajícího Daniela ležet na chodbě před můstkem. Bra'tac zatím navádí loď blíže k Apophisově Ha'taku. Potom se SG-1, Bra'tac a Klorel transportují na můstek Apophisovy lodi. Teal'c drží Klorela jako rukojmí a Apophis, který nechce, aby byl Klorel zraněn, nařizuje svým Jaffům nestřílet. Bra'tac zničí tyčovou zbraní ovládací panel lodi.
SG-1 s Bra'tacem se podaří proniknout až ke generátoru štítů. O'Neill pak vhodí dva tříštivé granáty do jádra lodi a zničí štítové generátory, takže obě lodě budou zničeny, když C-4 exploduje. Bra'tac je ohromen a připravuje se zemřít. O'Neill změní tento plán a vede všechny do hangáru s kluzáky. Překonají stráže v hangáru a na poslední chvíli uniknou před výbuchem z lodi. Apophis s Klorelem, neschopni řídit loď, prchají pomocí transportních kruhů. Zachrání se i Daniel, který se doplazil k sarkofágu, ve kterém si vyléčil své zranění. Poté šel do místnosti s bránou a zadal adresu stanoviště Alfa.
Obě goa'uldské lodi se strazí a explodují. Daniel přichází ze stanoviště Alfa do SGC, kde jej vítá generál Hammond. Generál Hammond má však obavy o zbytek SG-1. Kluzák, ve kterém unikli carterová s Teal'cem, byl výbuchem lodí poškozen. Zachráni je však raketoplán Endeavour, který měl Hammond připraven pro záchranu SG-1.
O'Neill, Carterová, Teal'c a Bra'tac jsou dopraveni do SGC. Bra'tac odchází bránou na Chullak. Generál Hammond má pro trojici překvapení. Zpoza nastoupených vojáků k nim přichází živý a zdravý Daniel Jackson.